# 다이코쿠초역
다이코쿠초역(일본어: 大国町駅, だいこくちょうえき)은 일본 오사카부 오사카시 나니와구에 있는 철도역이다.

## 역 구조
섬식 승강장 2면 4선을 가지는 지하역이다. 미도스지 선과 요쓰바시 선의 승강장은, 오사카 시영 지하철의 환승역 안에서는 동일 평면상에 있어, 환승이 간단하다. 승강장 폭은 넓지 않다. 개찰구는 남쪽에 2개 존재한다.
오사카 시영 지하철에서는 노선마다 승강장 번호가 부여되는 것이 보통이지만 본 역은 노선 플랫폼이 동일한 평면상에 있어 예외가 된다.

### 승강장
| 1 | 미도스지 선 | 덴노지·아비코·나카모즈 방면              |
| 2 | 요쓰바시 선 | 하나조노초·스미노에코엔 방면             |
| 3 | 요쓰바시 선 | 요쓰바시·니시우메다 방면                 |
| 4 | 미도스지 선 | 우메다·신오사카·에사카·미노오카야노 방면 |

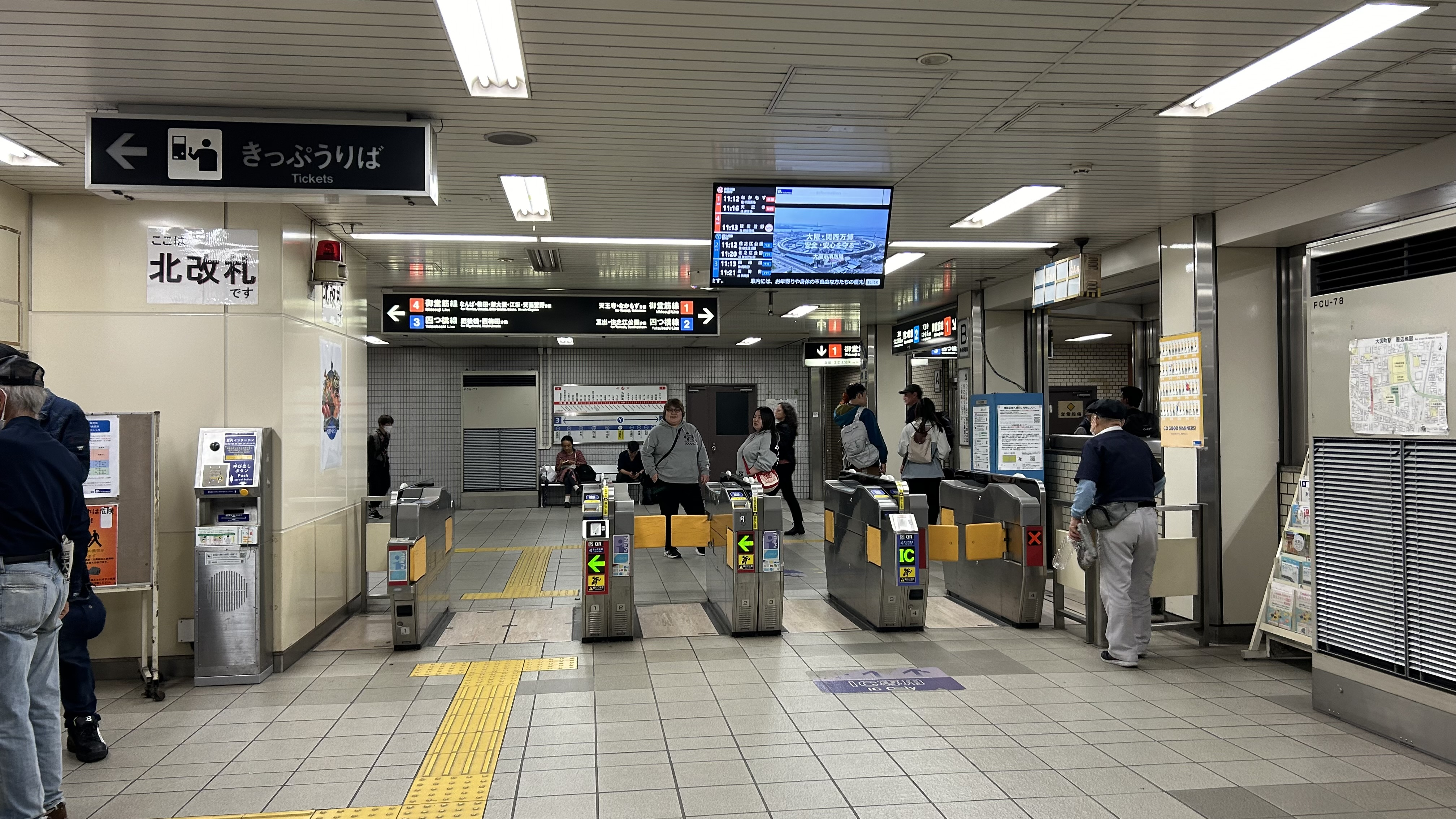
북쪽 개찰구
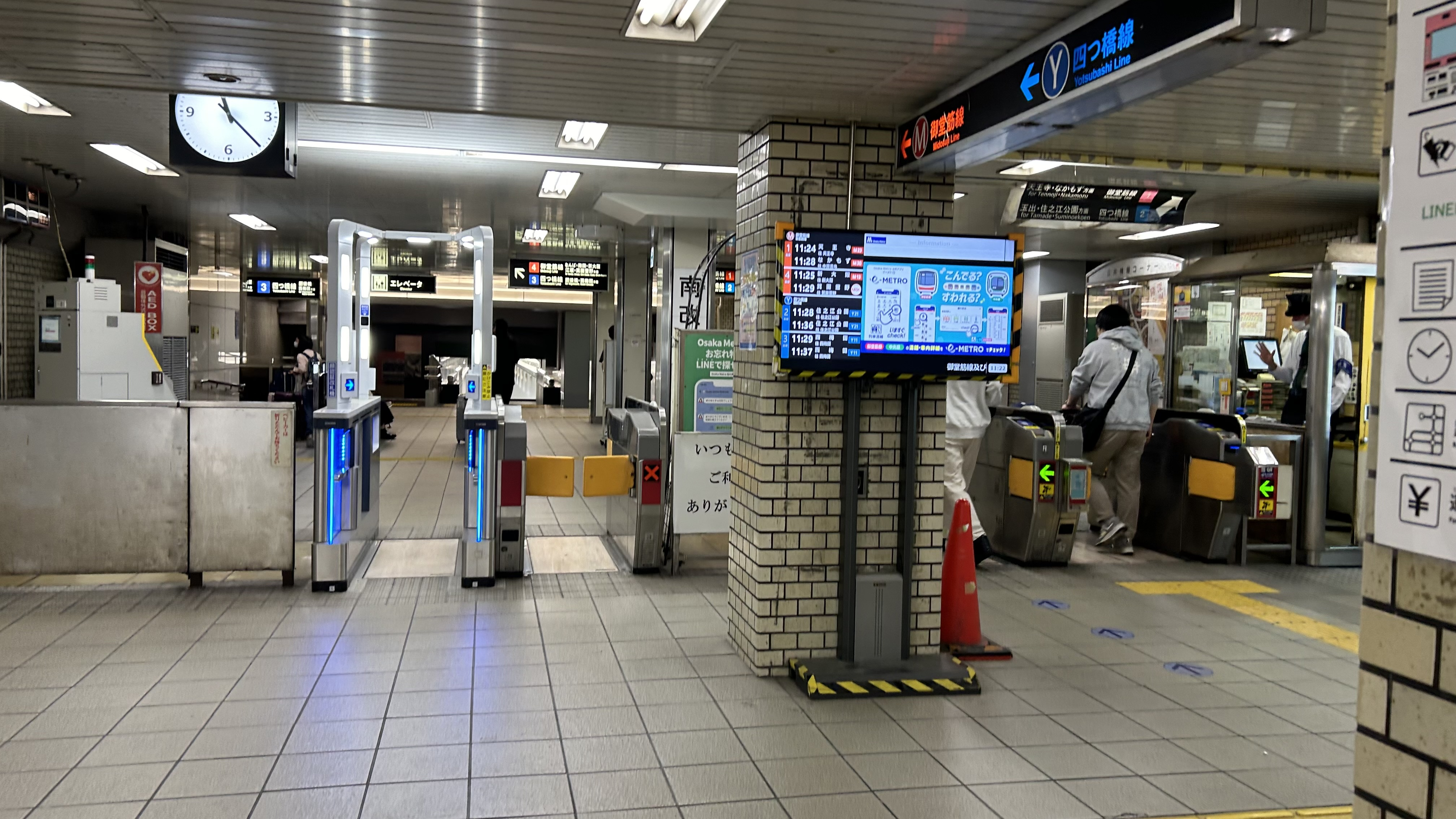
남쪽 개찰구
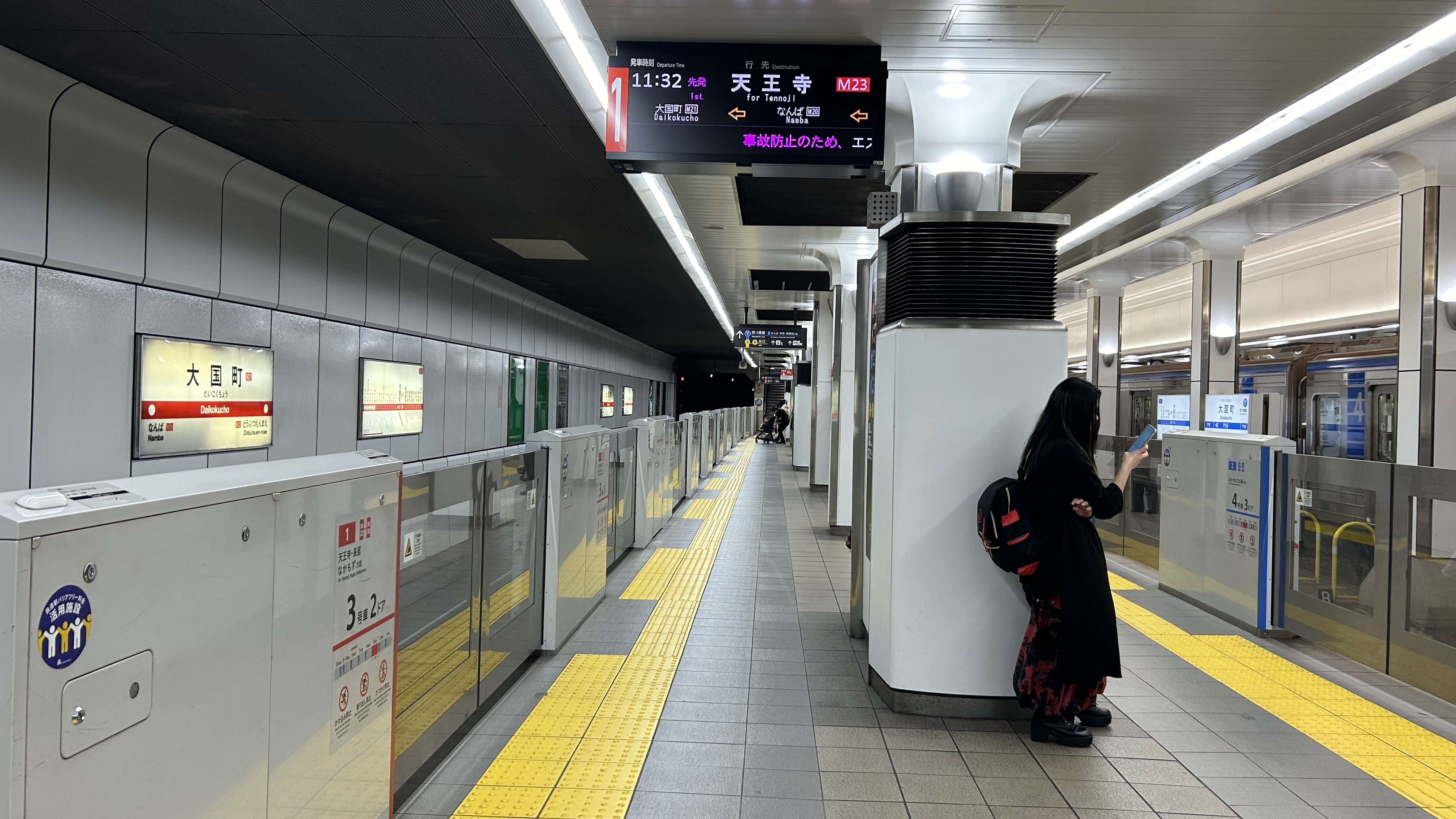
1・2번선 승강장
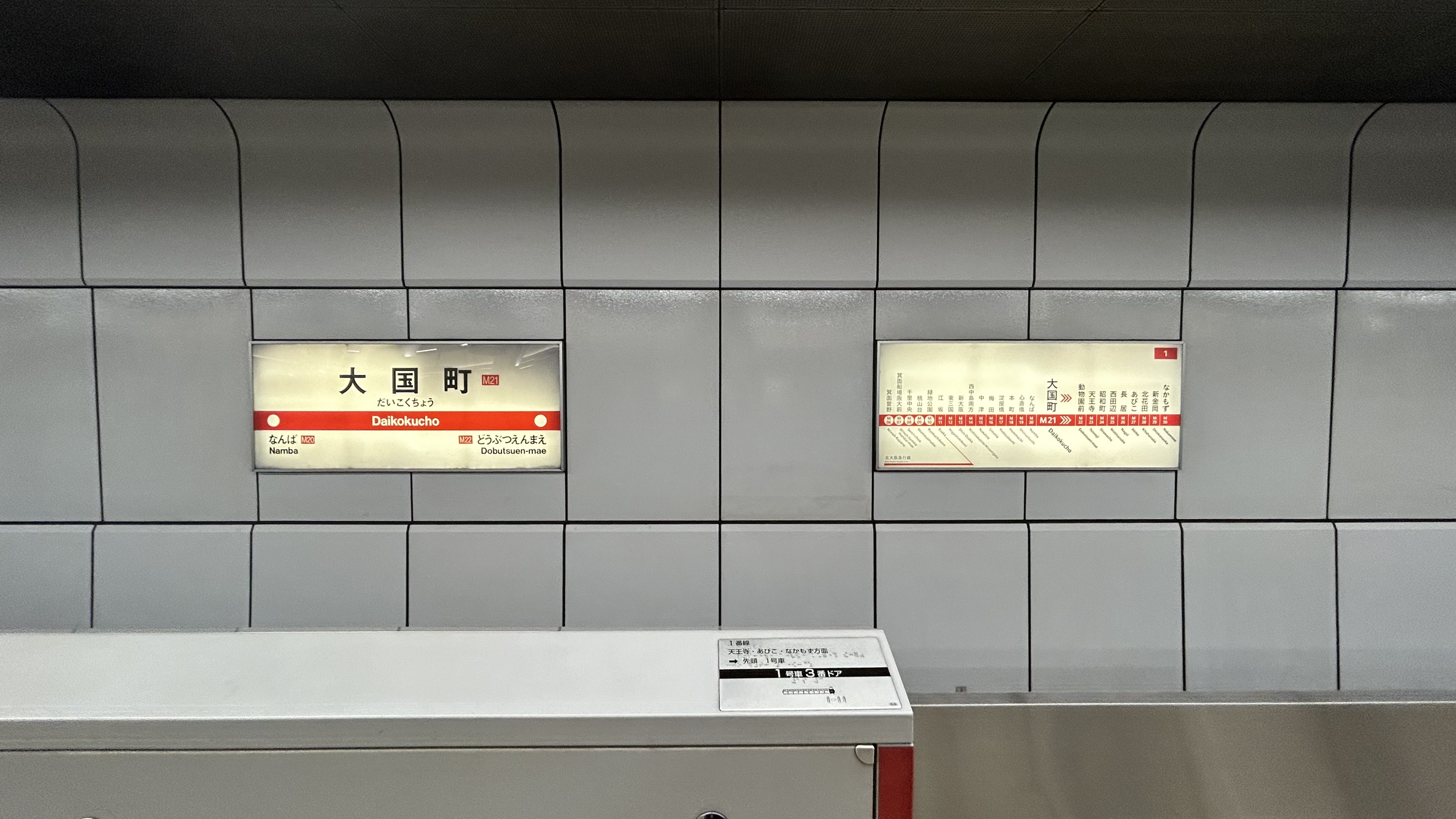
미도스지선 역명표
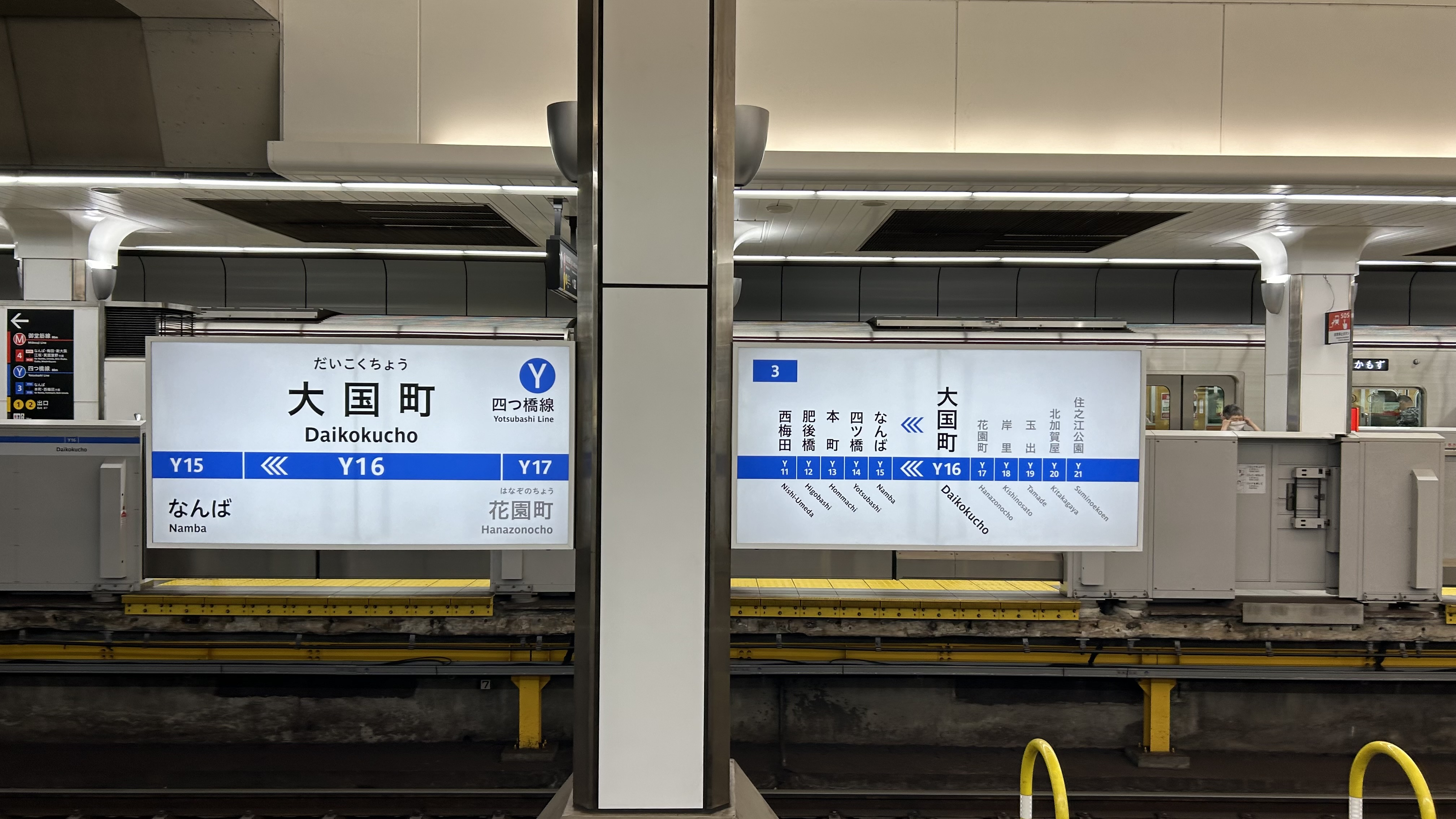
요쓰바시선 역명표

### 화장실
화장실은 북쪽 개찰구 내과 남쪽 개찰구 밖에 있다.

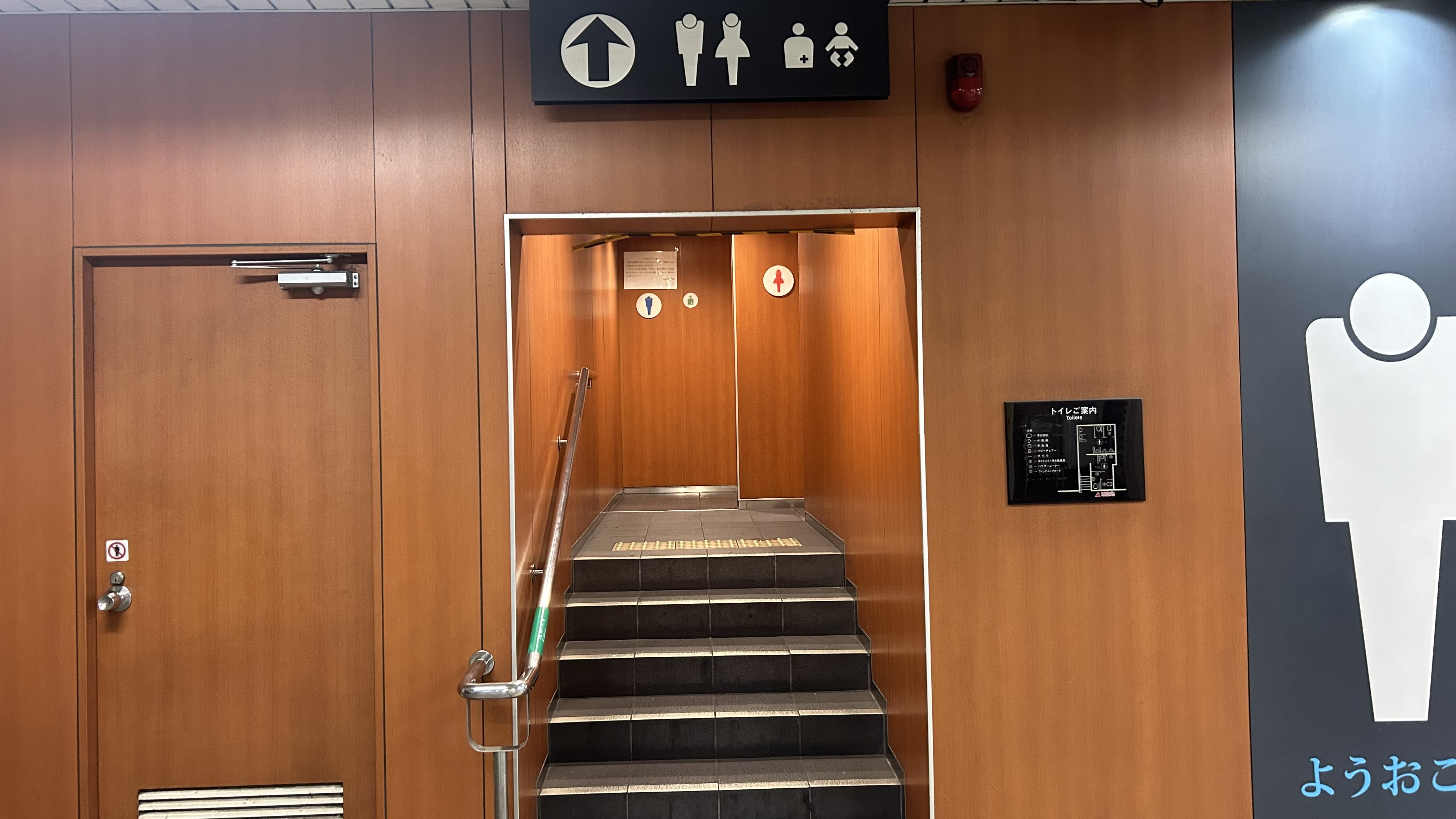
남쪽 개찰구 밖 화장실
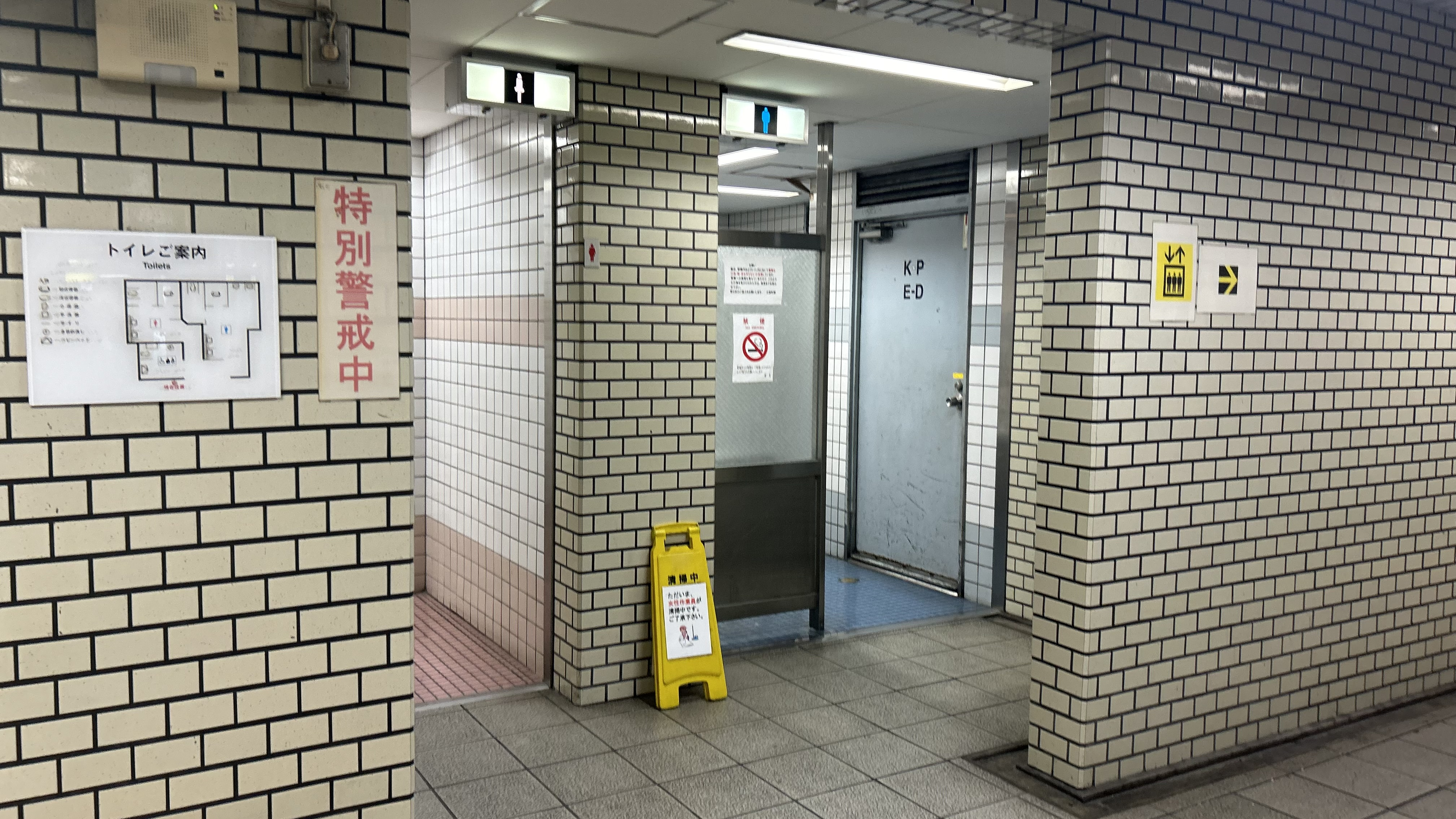
북쪽 개찰구 내 화장실

### 출입구
| 출구 번호 | 출구 주변                                                                       | 연결 개찰구 | 비고            |
| --------- | ------------------------------------------------------------------------------- | ----------- | --------------- |
| 1         | 나니와 구청・난바 사회보험 사무소 ・나니와 세무서・나니와 우체국・기즈 도매시장 | 북쪽 개찰구 |                 |
| 2         | 오쿠니누시 신사・나니와 도서관                                                  | 북쪽 개찰구 |                 |
| 3         | 이마미야에비스 신사                                                             | 남쪽 개찰구 |                 |
| 4         | 알픽 오사카                                                                     | 남쪽 개찰구 |                 |
| 5         |                                                                                 | 남쪽 개찰구 |                 |
| 6         |                                                                                 | 남쪽 개찰구 | 엘리베이터 있음 |

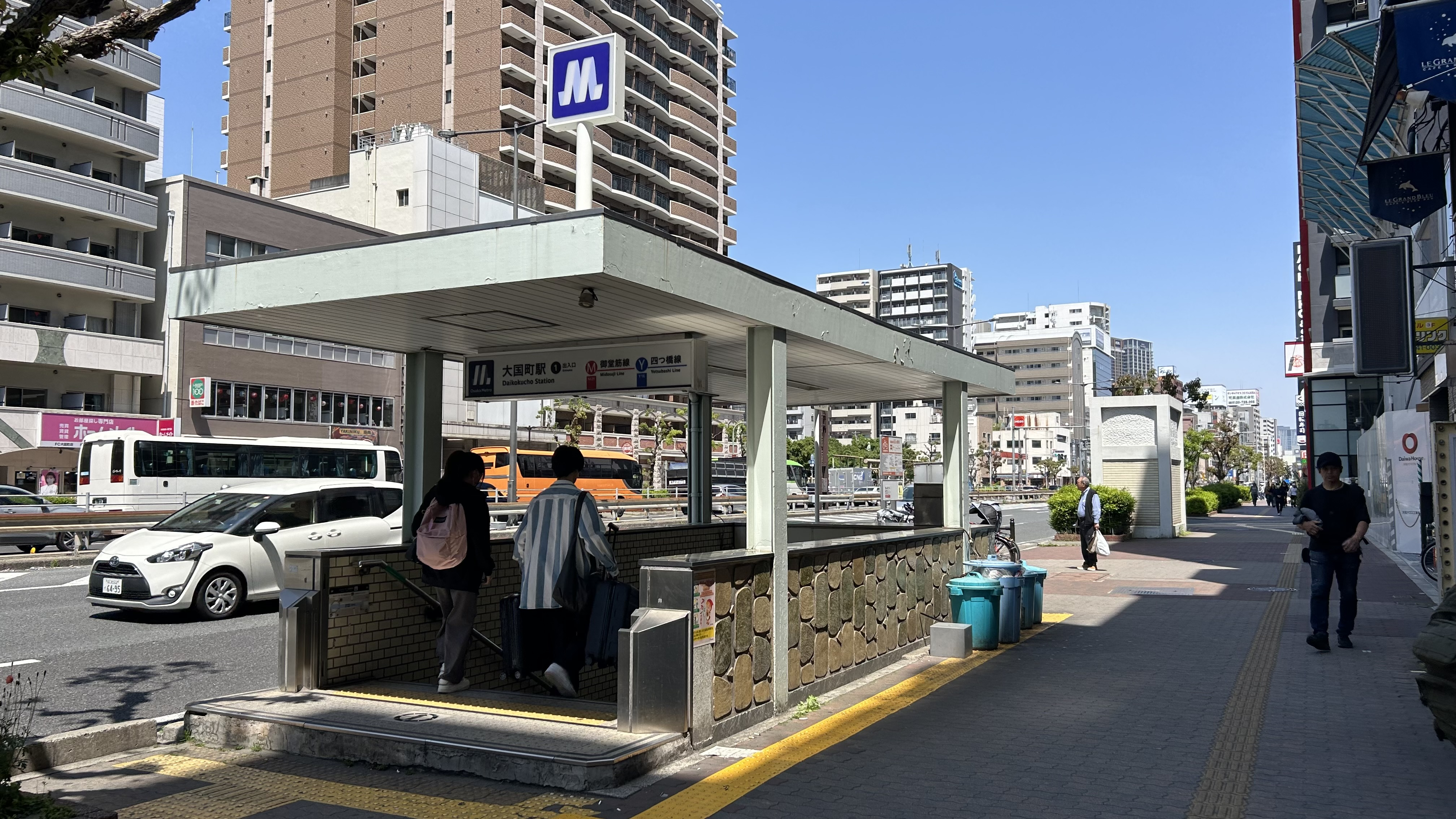
1번 출입구
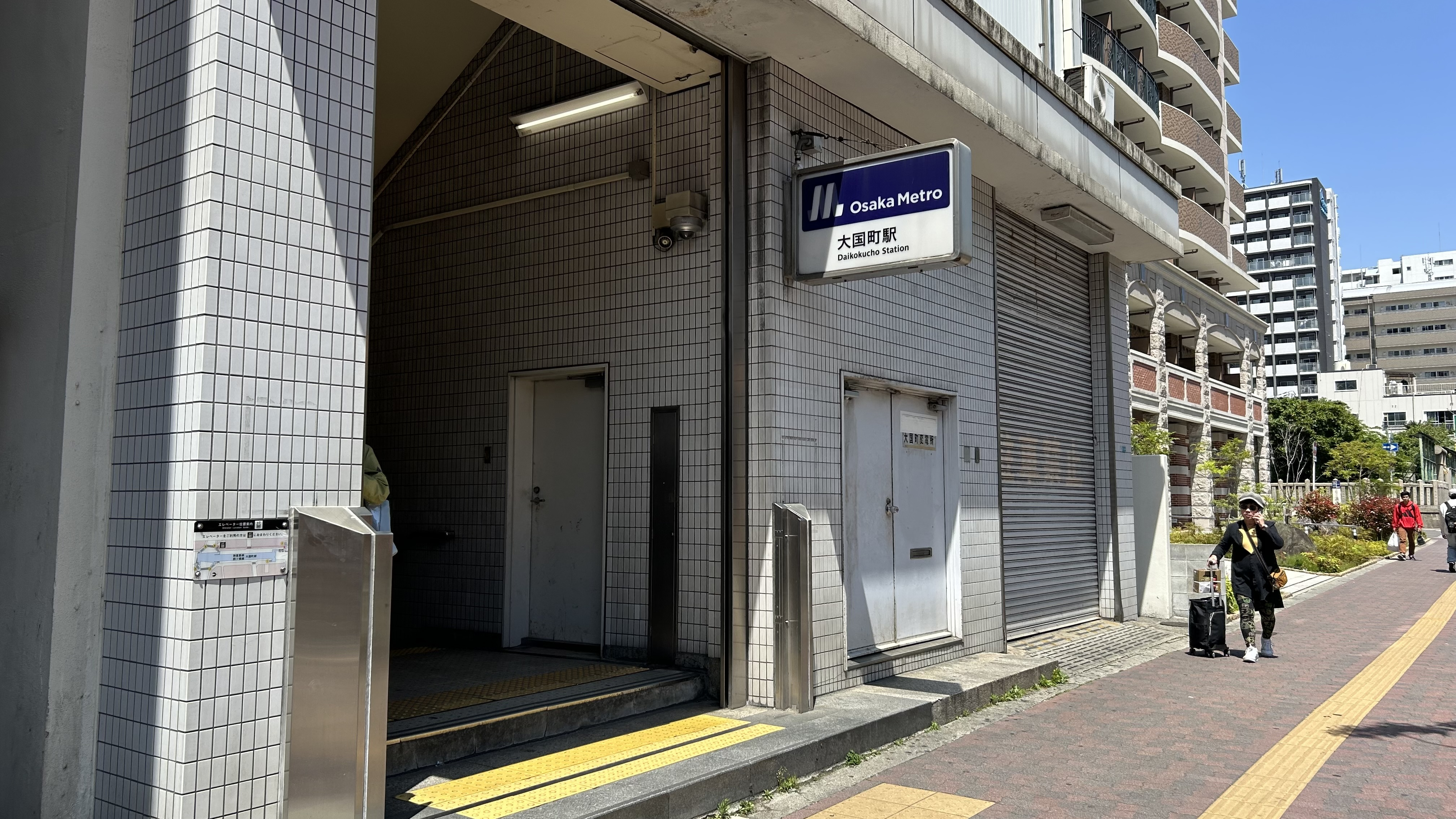
2번 출입구
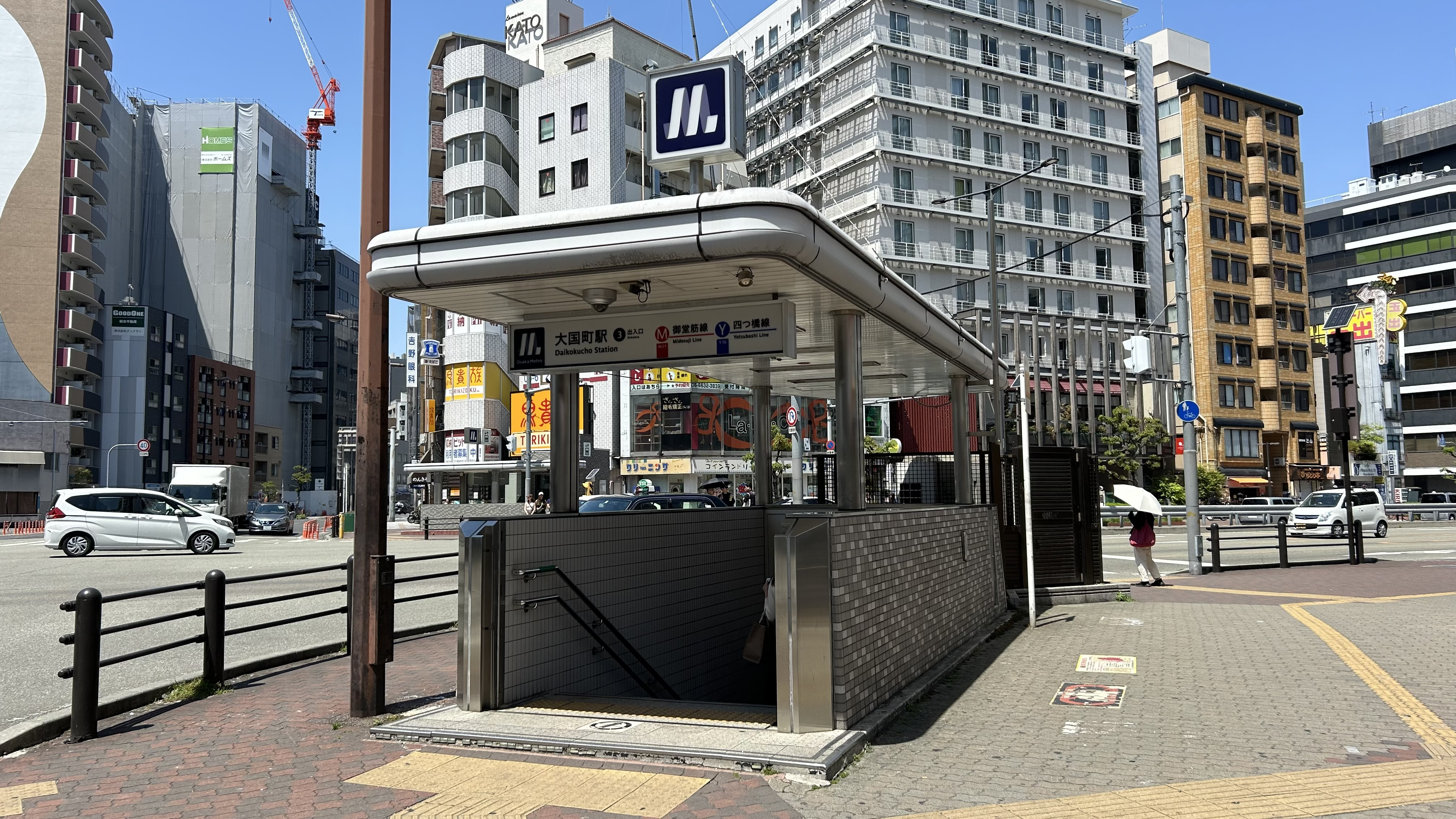
3번 출입구
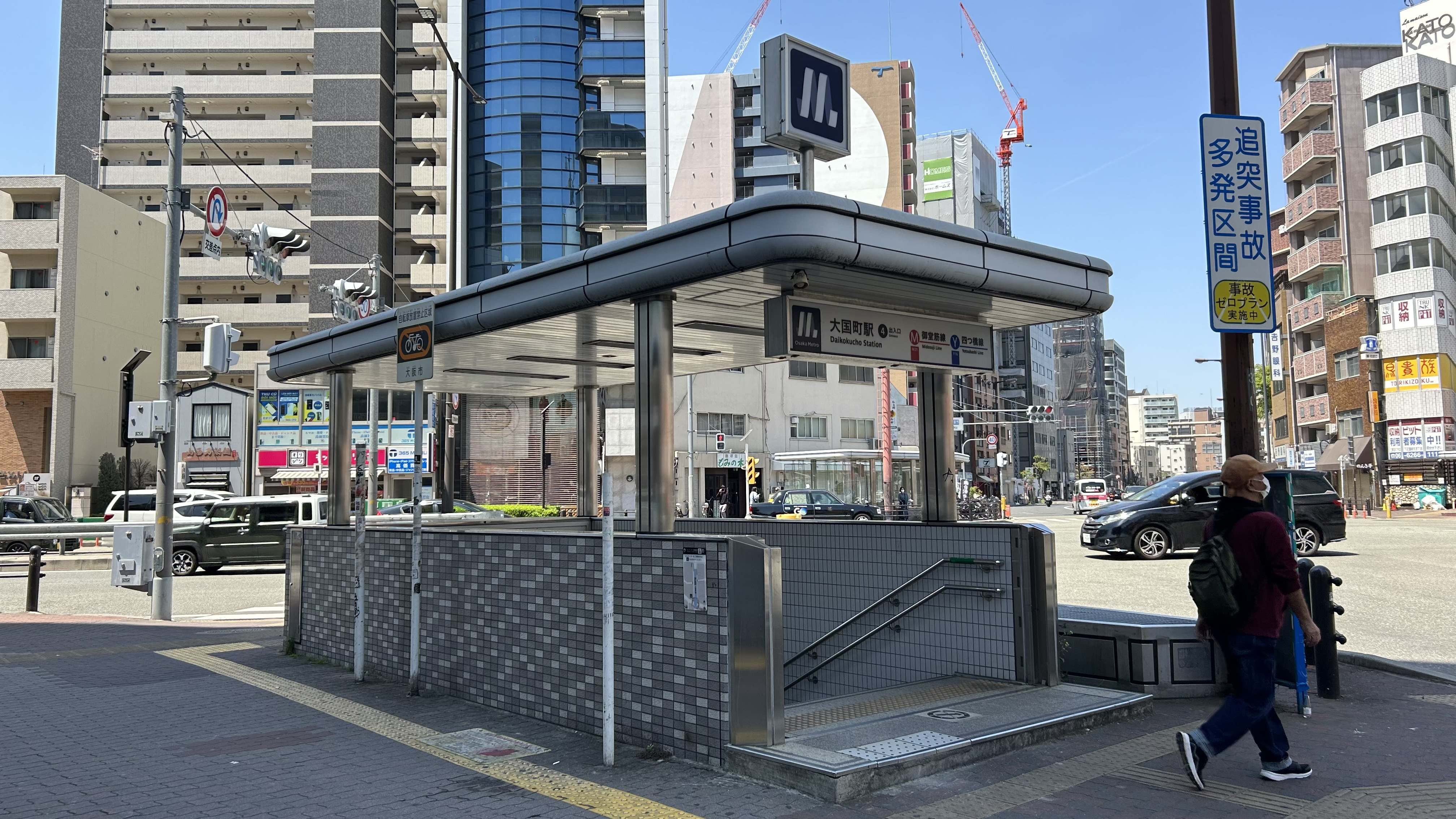
4번 출입구
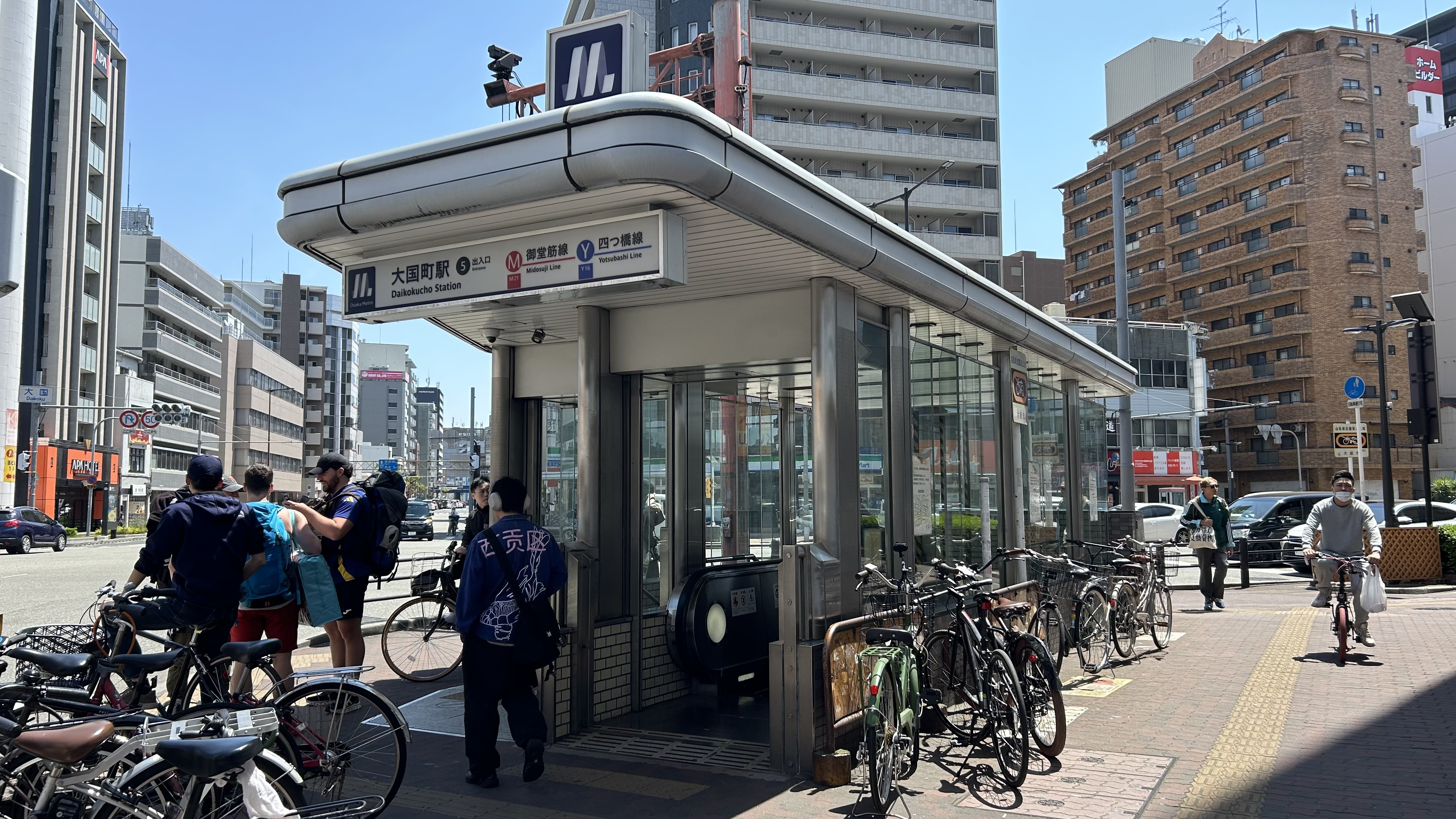
5번 출입구
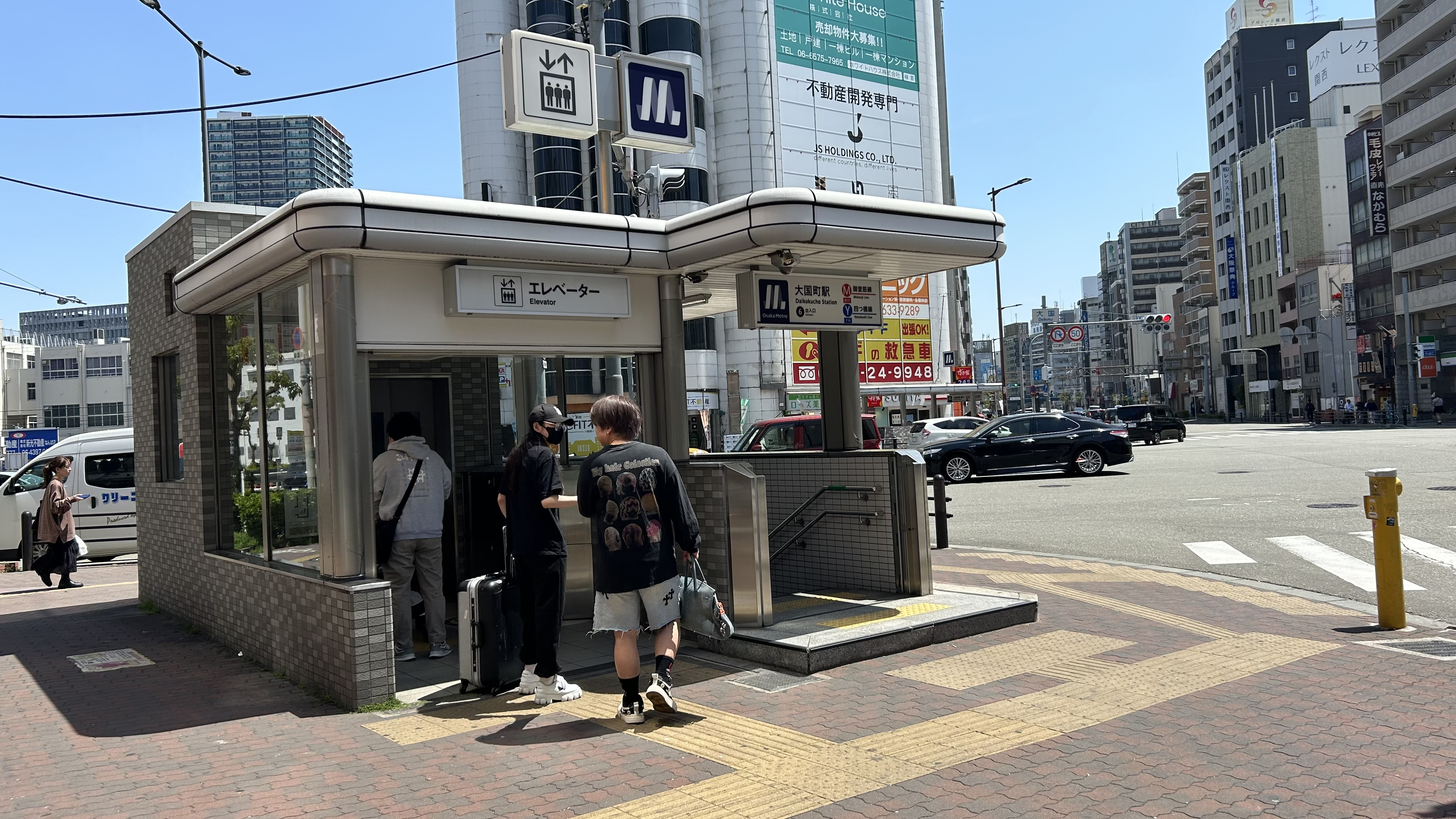
6번 출입구

## 역세권 정보
- 나니와구청
- 나니와 도서관
- 나니와 경찰서
- 나니와 세무서
- 다이코쿠초 우체국
- 쿠보타 본사
- 난카이 전기철도 이마미야에비스 역 (동쪽으로 400m)
- 서일본 여객철도 이마미야역 (서쪽으로 500m)
- 국도 제25호선
- 국도 제26호선

## 역사
- 1938년 4월 21일: 미도스지 선 난바 ~ 덴노지 간 영업 개시.
- 1942년 5월 10일: 요쓰바시 선 당역 ~ 하나조노초 간 연장 개통, 환승역이 됨.
- 1965년 10월 1일: 요쓰바시 선 당역 ~ 니시우메다 간 연장 개통, 중간역이 됨.
- 1987년 12월: 미도스지 선 승강장의 유효 길이를 난바 방면에 34m 연장하고 10량 편성 대응 승강장이 됨.

## 인접역
| ■ 오사카 메트로 미도스지선 | ■ 오사카 메트로 미도스지선 | ■ 오사카 메트로 미도스지선     |
| -------------------------- | -------------------------- | ------------------------------ |
| M20 난바 에사카 방면       |                            | 도부쓰엔마에 M22 나카모즈 방면 |

| ■ 오사카 메트로 요쓰바시선 | ■ 오사카 메트로 요쓰바시선 | ■ 오사카 메트로 요쓰바시선       |
| -------------------------- | -------------------------- | -------------------------------- |
| Y15 난바 니시우메다 방면   |                            | 하나조노초 Y17 스미노에코엔 방면 |